# Большой взрыв
Большо́й взрыв – это физическая теория, описывающая, как Вселенная расширялась из начального состояния высокой плотности и температуры. Различные космологические модели, основанные на концепции Большого взрыва, объясняют широкий спектр явлений, включая обилие легких элементов, космическое микроволновое фоновое излучение и крупномасштабную структуру Вселенной. Однородность Вселенной, известная как проблемы горизонта и плоскостности, объясняется космической инфляцией: фазой ускоренного расширения на самых ранних стадиях. Широкий спектр эмпирических данных убедительно свидетельствует в пользу события Большого взрыва, которое в настоящее время по сути является общепринятым. Подробные измерения скорости расширения Вселенной позволяют предположить, что сингулярность Большого взрыва произошла примерно 13,787±0,02 миллиарда лет назад, что считается возрастом Вселенной.
Экстраполируя это космическое расширение назад во времени с использованием известных законов физики, модели описывают необычайно горячую и плотную первичную Вселенную. В физике отсутствует общепринятая теория, способная моделировать самые ранние условия Большого взрыва. По мере расширения Вселенная остывала в достаточной степени, что позволяло образовываться субатомным частицам, а позднее и атомам. Эти первичные элементы – в основном водород, а также некоторое количество гелия и лития – затем объединились под действием силы гравитации с помощью темной материи, образовав ранние звезды и галактики. Измерения красного смещения сверхновых указывают на то, что расширение Вселенной ускоряется, и это наблюдение приписывается концепции, называемой темной энергией.
Концепция расширяющейся Вселенной была научно обоснована физиком Александром Фридманом в 1922 году с помощью математического вывода уравнений Фридмана. Самое раннее эмпирическое наблюдение расширяющейся Вселенной известно как закон Хаббла, опубликованный в работе физика Эдвина Хаббла в 1929 году. В нем было установлено, что галактики удаляются от Земли со скоростью, которая увеличивается пропорционально расстоянию. Независимо от работ Фридмана и наблюдений Хаббла физик Жорж Леметр в 1931 году предположил, что Вселенная возникла из «первичного атома», введя современное представление о Большом взрыве. В 1964 году было обнаружено космическое микроволновое фоновое излучение, которое убедило многих космологов в том, что конкурирующая стационарная модель космической эволюции была фальсифицирована, поскольку модели Большого взрыва предсказывают однородное фоновое излучение, вызванное высокими температурами и плотностями в далеком прошлом.
Остаются аспекты наблюдаемой Вселенной, которые пока не находят адекватного объяснения в рамках моделей Большого взрыва. К ним относятся неравное содержание материи и антиматерии, известное как барионная асимметрия, подробная природа темной материи, окружающей галактики, и происхождение темной энергии.

## Современные представления теории Большого взрыва и теории горячей Вселенной
По современным представлениям, возраст наблюдаемой Вселенной составляет 13,799 ± 0,021 млрд лет. Она образовалась из некоторого начального сингулярного состояния и с тех пор непрерывно расширяется и охлаждается. Согласно известным ограничениям по применимости современных физических теорий, наиболее ранним моментом, допускающим описание, считается момент Планковской эпохи с температурой примерно 1032 К (Планковская температура) и плотностью около 1093 г/см³ (1097 кг/м³, Планковская плотность). Ранняя Вселенная представляла собой высокооднородную и изотропную среду с необычайно высокой плотностью энергии, температурой и давлением. В результате расширения и охлаждения во Вселенной произошли фазовые переходы, аналогичные конденсации жидкости из газа, но применительно к элементарным частицам.
В период времени от нуля до 10−40 секунд после Большого взрыва происходили процессы рождения Вселенной из сингулярности. Считается, что при этом температура и плотность вещества Вселенной были близки к планковским значениям. Законченная физическая теория этого этапа отсутствует. По окончании этого этапа гравитационное взаимодействие отделилось от прочих, и наступила Эпоха Великого объединения.
Приблизительно через 10−42 секунд после момента Большого взрыва фазовый переход вызвал экспоненциальное расширение Вселенной. Данный период получил название Космической инфляции и завершился через 10−36 секунд после момента Большого взрыва.
После окончания этого периода строительный материал Вселенной представлял собой кварк-глюонную плазму. По прошествии некоторого времени температура упала до значений, при которых стал возможен следующий фазовый переход, называемый бариогенезисом. На этом этапе кварки и глюоны объединились в барионы, такие как протоны и нейтроны. При этом одновременно происходило асимметричное образование как материи, которая превалировала, так и антиматерии, которые взаимно аннигилировали, превращаясь в электромагнитное излучение.
Дальнейшее падение температуры привело к следующему фазовому переходу — образованию физических сил и элементарных частиц в их современной форме. После чего наступила эпоха нуклеосинтеза, при которой протоны, объединяясь с нейтронами, образовали ядра дейтерия, гелия-4 и ещё нескольких лёгких изотопов. После дальнейшего падения температуры и расширения Вселенной наступил следующий переходный момент, при котором гравитация стала доминирующей силой. Через 380 тысяч лет после Большого взрыва температура снизилась настолько, что стало возможным существование атомов водорода (до этого процессы ионизации и рекомбинации протонов с электронами находились в равновесии).
После эры рекомбинации материя стала прозрачной для излучения, которое, свободно распространяясь в пространстве, дошло до нас в виде реликтового излучения.
На всех стадиях Большого взрыва выполняется так называемый космологический принцип — Вселенная в любой данный момент времени выглядит одинаково для наблюдателя в любой точке пространства. В частности, в любой данный момент во всех точках пространства плотность материи в среднем одинакова. Большой взрыв не похож на взрыв динамитной шашки в пустом пространстве, когда вещество начинает расширяться из небольшого объёма в окружающую пустоту, образуя сферическое газовое облако с чётким фронтом расширения, за пределами которого — вакуум. Это популярное представление ошибочно. Большой взрыв происходил во всех точках пространства одновременно и синхронно, нельзя указать на какую-либо точку как на центр взрыва, в пространстве нет крупномасштабных градиентов давления и плотности и нет никаких границ или фронтов, отделяющих расширяющееся вещество от пустоты. Большой взрыв является расширением самого пространства вместе с содержащейся в нём материей, которая в среднем в каждой данной точке покоится.

### Проблема начальной сингулярности
Экстраполяция наблюдаемого расширения Вселенной назад во времени приводит, при использовании общей теории относительности и некоторых других альтернативных теорий гравитации, к бесконечной плотности и температуре в конечный момент времени в прошлом. Кривизна пространства-времени достигает неопределённо большого значения. Это состояние называется космологической сингулярностью (часто космологическую сингулярность образно называют «рождением» Вселенной).
Невозможность избежать сингулярности в космологических моделях общей теории относительности была доказана, в числе прочих теорем о сингулярностях, Р. Пенроузом и С. Хокингом в конце 1960-х годов.
Теория Большого взрыва не даёт никакой возможности говорить о чём-либо, что предшествовало этому моменту (потому что наша математическая модель пространства-времени в момент Большого взрыва теряет применимость, при этом теория вовсе не отрицает возможность существования чего-либо до Большого взрыва).
Это сигнализирует о недостаточности описания Вселенной классической общей теорией относительности.
Насколько близко к сингулярности можно экстраполировать известную физику, является предметом научных дебатов, но практически общепринято, что допланковскую эпоху рассматривать известными методами нельзя. Проблема существования сингулярности в данной теории является одним из стимулов построения квантовой и других альтернативных теорий гравитации, которые стараются разрешить эту проблему.
Существует несколько гипотез о возникновении видимой части Вселенной:
- по мнению некоторых учёных (в числе которых Стивен Хокинг, Лоуренс Краусс и Майкл Мартин), Вселенная могла возникнуть из ничего («области», где отсутствует материя, пространство и время) посредством «квантовых флуктуаций»[18][19][20][21][22][23];
- теория А. Линде о том, что Вселенная бесконечна и заполнена очень плотной энергией, а наша видимая часть возникла расширением (инфляцией) небольшой части в «пузырёк» (как возникают пузырьки в плотном сыре)[24];
- теория Ли Смолина о том, что вселенные возникают от взрыва «сингулярности» внутри чёрных дыр[25];
- экпиротический сценарий — теория Нейла Турока[англ.] о рождении вселенных в результате столкновения «бран» (многомерных мембран в теории струн)[26].

### Дальнейшая эволюция Вселенной
Согласно теории Большого взрыва, дальнейшая эволюция зависит от экспериментально измеримого параметра — средней плотности вещества в современной Вселенной. Если плотность не превосходит некоторого (известного из теории) критического значения, Вселенная будет расширяться вечно, если же плотность больше критической, то процесс расширения когда-нибудь остановится и начнётся обратная фаза сжатия, возвращающая к исходному сингулярному состоянию. Современные (2015 год) наблюдательные данные показывают, что средняя плотность в пределах экспериментальной погрешности (доли процента) равна критической.
Есть ряд вопросов, на которые теория Большого взрыва ответить пока не может, однако основные её положения обоснованы надёжными экспериментальными данными, а современный уровень теоретической физики позволяет вполне достоверно описать эволюцию такой системы во времени, за исключением самого начального этапа — порядка сотой доли секунды от «начала мира». Для теории важно, что эта неопределённость на начальном этапе фактически оказывается несущественной, поскольку образующееся после прохождения данного этапа состояние Вселенной и его последующую эволюцию можно описать вполне достоверно.

## История развития представлений о Большом взрыве
- 1799 — опубликована работа философа Фридриха Шеллинга «Первый набросок системы натурфилософии», согласно которой Солнечная система возникла в результате взрыва и «экспансии» материи.
- 1916 — вышла в свет работа физика Альберта Эйнштейна «Основы общей теории относительности», в которой он завершил создание релятивистской теории гравитации[28].
- 1917 — Эйнштейн на основе своих уравнений поля развил представление о пространстве с постоянной во времени и пространстве кривизной (модель Вселенной Эйнштейна, знаменующая зарождение космологии), ввёл космологическую постоянную Λ. (Впоследствии Эйнштейн назвал введение космологической постоянной одной из самых больших своих ошибок[29]; уже в наше время выяснилось, что Λ-член играет важнейшую роль в эволюции Вселенной). В. де Ситтер выдвинул космологическую модель Вселенной (модель де Ситтера) в работе «Об эйнштейновской теории гравитации и её астрономических следствиях».
- 1922 — советский математик и геофизик А. А. Фридман нашёл нестационарные решения гравитационного уравнения Эйнштейна и предсказал расширение Вселенной (нестационарная космологическая модель, известная как «решение Фридмана»). Если экстраполировать эту ситуацию в прошлое, то придётся заключить, что в самом начале вся материя Вселенной была сосредоточена в компактной области, из которой и начала свой разлёт. Поскольку во Вселенной очень часто происходят процессы взрывного характера, то у Фридмана возникло предположение, что и в самом начале её развития также лежит взрывной процесс — Большой взрыв.
- 1923 — немецкий математик Г. Вейль отметил, что если в модель де Ситтера, которая соответствовала пустой Вселенной, поместить вещество, она должна расширяться. О нестатичности Вселенной де Ситтера говорилось и в книге А. Эддингтона, опубликованной в том же году.
- 1924 — К. Вирц обнаружил слабую корреляцию между угловыми диаметрами и скоростями удаления галактик и предположил, что она может быть связана с космологической моделью де Ситтера, согласно которой скорость удаления отдалённых объектов должна возрастать с их расстоянием[30].
- 1925 — К. Э. Лундмарк и затем Штремберг, повторившие работу Вирца, не получили убедительных результатов, а Штремберг даже заявил, что «не существует зависимости лучевых скоростей от расстояния от Солнца». Однако было лишь ясно, что ни диаметр, ни блеск галактик не могут считаться надёжными критериями их расстояния. О расширении непустой Вселенной говорилось и в первой космологической работе бельгийского теоретика Жоржа Леметра, опубликованной в этом же году.
- 1927 — опубликована статья Леметра «Однородная Вселенная постоянной массы и возрастающего радиуса, объясняющая радиальные скорости внегалактических туманностей». Коэффициент пропорциональности между скоростью и расстоянием, полученный Леметром, был близок к найденному Э. Хабблом в 1929. Леметр был первым, кто чётко заявил, что объекты, населяющие расширяющуюся Вселенную, распределение и скорости движения которых и должны быть предметом космологии — это не звёзды, а гигантские звёздные системы, галактики. Леметр опирался на результаты Хаббла, с которыми он познакомился, будучи в США в 1926 году на его докладе.
- 1929 — 17 января в Труды Национальной академии наук США поступили статьи Хьюмасона о лучевой скорости NGC 7619 и Хаббла, называвшаяся «Связь между расстоянием и лучевой скоростью внегалактических туманностей». Сопоставление этих расстояний с лучевыми скоростями показало чёткую линейную зависимость скорости от расстояния, по праву называющуюся теперь законом Хаббла.
- 1948 — выходит работа Г. А. Гамова о «горячей Вселенной», построенная на теории расширяющейся Вселенной Фридмана. По Фридману, вначале был взрыв. Он произошёл одновременно и повсюду во Вселенной, заполнив пространство очень плотным веществом, из которого через миллиарды лет образовались наблюдаемые тела Вселенной — Солнце, звёзды, галактики и планеты, в том числе Земля и всё что на ней. Гамов добавил к этому, что первичное вещество мира было не только очень плотным, но и очень горячим. Идея Гамова состояла в том, что в горячем и плотном веществе ранней Вселенной происходили ядерные реакции, и в этом ядерном котле за несколько минут были синтезированы лёгкие химические элементы. Самым эффектным результатом этой теории стало предсказание космического фона излучения. Электромагнитное излучение должно было, по законам термодинамики, существовать вместе с горячим веществом в «горячую» эпоху ранней Вселенной. Оно не исчезает при общем расширении мира и сохраняется — только сильно охлаждённым — и до сих пор. Гамов и его сотрудники смогли ориентировочно оценить, какова должна быть сегодняшняя температура этого остаточного излучения. У них получалось, что это очень низкая температура, близкая к абсолютному нулю. С учётом возможных неопределённостей, неизбежных при весьма ненадёжных астрономических данных об общих параметрах Вселенной как целого и скудных сведениях о ядерных константах, предсказанная температура должна лежать в пределах от 1 до 10 К. В 1950 году в одной научно-популярной статье (Physics Today, № 8, стр. 76) Гамов объявил, что скорее всего температура космического излучения составляет примерно 3 К.
- 1955 — Советский радиоастроном Тигран Шмаонов экспериментально обнаружил шумовое СВЧ-излучение с температурой около 3 K[31].
- 1964 — американские радиоастрономы А. Пензиас и Р. Вилсон открыли космический фон излучения и измерили его температуру. Она оказалась равной именно 3 К. Это было самое крупное открытие в космологии со времён открытия Хабблом в 1929 году общего расширения Вселенной. Теория Гамова была полностью подтверждена. В настоящее время это излучение носит название реликтового; термин ввёл советский астрофизик И. С. Шкловский.
- 2003 — спутник WMAP с высокой степенью точности измеряет анизотропию реликтового излучения. Вместе с данными предшествующих измерений (COBE, Космический телескоп Хаббла и др.), полученная информация подтвердила космологическую модель ΛCDM и инфляционную теорию. С высокой точностью был установлен возраст Вселенной и распределение по массам различных видов материи (барионная материя — 4 %, тёмная материя — 23 %, тёмная энергия — 73 %)[32].
- 2009 — запущен спутник Планк, который в настоящее время измеряет анизотропию реликтового излучения с ещё более высокой точностью.
- 2022 — телескоп Джеймс Уэбб обнаружил непредсказанное количество ярких галактик в ранней Вселенной[33], что требует пересмотра модели эволюции галактик.

### История термина
Первоначально теория Большого взрыва называлась «динамической эволюционирующей моделью». Впервые термин «Большой взрыв» (Big Bang) применил Фред Хойл в своей лекции на радио BBC 28 марта 1949 года (сам Хойл придерживался гипотезы «непрерывного рождения» материи при расширении Вселенной). Он сказал:

Эта теория основана на предположении, что Вселенная возникла в процессе одного-единственного мощного взрыва и потому существует лишь конечное время… Эта идея Большого взрыва кажется мне совершенно неудовлетворительной.

Считается, что Хойл использовал фразу «Большой взрыв», чтобы высмеять саму идею внезапного возникновения Вселенной в ходе некоего катастрофического процесса. Однако ни сторонники гипотезы «горячей Вселенной» (такие, как Леметр и Гамов), ни сам Хойл не считали эту фразу особенно оскорбительной (сам автор термина вновь вернулся к нему лишь в 1965 году). Неверно и представление о готовности ученых, поддерживавших теорию Большого взрыва, принять этот термин. На самом деле длительное время он имел хождение в основном в популярной литературе, а в науке закрепился лишь к 1980-м годам.

## Критика теории
Кроме теории расширяющейся Вселенной, существовала также теория, что Вселенная стационарна — то есть не эволюционирует и не имеет ни начала, ни конца во времени. Часть сторонников такой точки зрения отвергала расширение Вселенной, а красное смещение объясняют гипотезой о «старении» света. Однако, как выяснилось, эта гипотеза противоречит наблюдениям, например, наблюдаемой зависимости продолжительности вспышек сверхновых от расстояния до них.
Другой вариант, не отрицающий расширения Вселенной, представлен теорией стационарной Вселенной Ф. Хойла. Она также плохо согласуется с наблюдениями.
В некоторых теориях инфляции (например, вечной инфляции) наша наблюдаемая картина Большого взрыва соответствует положению лишь в наблюдаемой нами части Вселенной (Метагалактике), но не исчерпывает всю Вселенную.
Кроме того, в теории Большого взрыва не рассматривается вопрос о причинах возникновения сингулярности или материи и энергии для её возникновения, обычно просто постулируется её безначальность. Считается, что ответ на вопрос о существовании и происхождении начальной сингулярности даст теория квантовой гравитации.
Есть также некоторое число наблюдательных фактов, плохо согласующихся с изотропностью и однородностью наблюдаемой Вселенной: наличие преимущественного направления вращения галактик, неоднородности в распределении галактик на наибольших доступных масштабах, ось зла.
В официальной науке СССР теория Большого взрыва сначала была воспринята с настороженностью. Так, в 1955 году один советский автор писал: «Марксистско-ленинская доктрина о бесконечной Вселенной является фундаментальной аксиомой в основании советской космологии… Отрицание или избегание этого тезиса… неизбежно ведёт к идеализму и фидеизму, то есть, в конечном итоге, к отрицанию космологии и, таким образом, не имеет ничего общего с наукой». Хотя теория Большого взрыва и была, в конце концов, воспринята советскими учёными и философами, тем не менее до самого распада СССР в философских словарях был закреплён постулат о бесконечности и вечности материи. При этом декларировалось, что теория Большого взрыва справедлива лишь для Метагалактики, а Метагалактика — это ещё не вся Вселенная, «Большой взрыв» — не начало Вселенной, а всего лишь очередной переход несотворимой и неуничтожаемой материи из одного состояния в другое.
В 3-м издании Большой советской энциклопедии сказано: 
Факт взаимного удаления галактик, составляющих Метагалактику, свидетельствует о том, что некоторое время тому назад она находилась в качественно ином состоянии и была более плотной… Возраст Метагалактики иногда принимают за возраст Вселенной, что характерно для сторонников отождествления Метагалактики со Вселенной в целом. Действительно, гипотеза о существовании во Вселенной многих метагалактик, расположенных просто на некоторых расстояниях друг от друга, не находит никаких подтверждений. Однако следует принимать во внимание возможность более сложных соотношений между Метагалактикой и Вселенной в целом и даже между отдельными метагалактиками: в столь больших объёмах пространства принципы евклидовой геометрии оказываются уже неприменимыми. Эти соотношения могут быть сложны и в топологическом отношении. Нельзя исключать и возможность того, что каждая заряженная элементарная частица может быть эквивалентна целой системе галактик, то есть состоять из такой системы. Возможности таких, более сложных соотношений, должны также учитываться космологией. Поэтому ещё преждевременно говорить, что имеются какие-либо данные о возрасте Вселенной в целом.

### Теория и религия
22 ноября 1951 года Папа Римский Пий XII объявил, что теория Большого взрыва не противоречит католическим представлениям о создании мира. Консервативные протестантские христианские конфессии также приветствовали теорию Большого взрыва как поддерживающую историческую интерпретацию учения о творении. Некоторые мусульмане стали указывать на то, что в Коране есть упоминания Большого взрыва. Согласно индуистскому учению, у мира нет начала и конца, он развивается циклично, однако в «Энциклопедии индуизма» говорится, что теория напоминает, что всё произошло от Брахмана, который «меньше атома, но больше самого громадного».